# バリ州知事一覧
本項では、バリ州知事（Gubernur Bali）を一覧する。バリ州知事は、バリ州の首長である。 最初の州知事はアナック・アグン・バグス・ステジャで1950年就任。最も直近に選出された州知事はイ・ワヤン・コステルで2025年2月20日就任。最も長い期間務めた州知事はデワ・マデ・ベラタとイ・マデ・マンク・パスティカで、それぞれ約10年間務めた。最も短い期間務めた州知事はハムダニで、2018年8月29日から9月5日までの僅か7日務めた。

## 州知事一覧
インドネシア国民党
  インドネシア共和国国軍
  ゴルカル
  闘争民主党
  民主党
  無所属
| 職名 | 氏名                               | 画像 | 出身等                 | 任期                                                        | 副知事                                                                         |
| ---- | ---------------------------------- | ---- | ---------------------- | ----------------------------------------------------------- | ------------------------------------------------------------------------------ |
| 1    | アナック・アグン・バグス・ステジャ |      | 無所属                 | 1950年 ‐ 1958年                                             | 空席                                                                           |
| 2    | イ・グスティ・バグス・オカ         |      | 無所属                 | 1958年 ‐ 1959年8月14日                                      | 空席                                                                           |
| (1)  | アナック・アグン・バグス・ステジャ |      | 無所属                 | 1959年8月14日 ‐ 1965年                                      | デワ・マデ・ウェダガマ                                                         |
| 3    | イ・グスティ・プトゥ・マルタ       |      | インドネシア国民党     | 1965年 ‐ 1967年                                             | イ・グスティ・ングラ・ピンダ                                                   |
| 4    | スカルメン                         |      | インドネシア共和国国軍 | 1967年 ‐ 1978年8月27日                                      | イ・グスティ・ングラ・ピンダ                                                   |
| 5    | イダ・バグス・マントラ             |      | ゴルカル               | 1978年8月27日 ‐ 1983年8月27日 1983年8月27日 ‐ 1988年8月27日 | 空席                                                                           |
| 6    | イダ・バグス・オカ                 |      | ゴルカル               | 1988年8月27日 ‐ 1993年8月27日 1993年8月27日 ‐ 1998年5月23日 | 空席アヒム・アブドゥラヒム                                                     |
| —    | アヒム・アブドゥラヒム             |      | 無所属                 | 1998年5月23日 ‐ 1998年8月27日                               | 空席                                                                           |
| 7    | デワ・マデ・ベラタ                 |      | ゴルカル闘争民主党     | 1998年8月27日 ‐ 2003年8月28日2003年8月28日 ‐ 2008年8月28日  | イ・グスティ・バグス・アリット・プトゥライ・グスティ・ングラ・クスマ・クラカン |
| 8    | イ・マデ・マンク・パスティカ       |      | 闘争民主党民主党       | 2008年8月28日 ‐ 2013年8月29日2013年8月29日 ‐ 2018年8月29日  | アナック・アグン・ゲデ・ングラ・プスパヨガイ・ケトゥット・スディケルタ         |
| —    | ハムダニ                           |      | 無所属                 | 2018年8月29日 ‐ 2018年9月5日                                | 空席                                                                           |
| 9    | イ・ワヤン・コステル               |      | 闘争民主党             | 2018年9月5日 ‐ 2023年9月5日                                 | チョコルダ・オカ・アルタ・アルダナ・スカワティ                                 |
| —    | サン・マデ・マヘンドラ・ジャヤ     |      | 無所属                 | 2023年9月5日 ‐ 2025年2月20日                                | 空席                                                                           |
| (9)  | イ・ワヤン・コステル               |      | 闘争民主党             | 2025年2月20日 ‐                                             | イ・ンヨマン・ギリ・プラスタ                                                   |